# Pomaderris ledifolia
Pomaderris ledifolia är en brakvedsväxtart som beskrevs av Allan Cunningham. Pomaderris ledifolia ingår i släktet Pomaderris och familjen brakvedsväxter. Inga underarter finns listade i Catalogue of Life.